# Patrick Hickey (Sportfunktionär)
Patrick Joseph „Pat“ Hickey  (* 17. Juni 1945) ist ein irischer Geschäftsmann, Sportfunktionär und ehemaliger Judoka.

## Allgemeines
Patrick Hickey arbeitete als Immobilienmakler und gründete sein eigenes Unternehmen Hickey Auctioneers. Hickey war als Judoka aktiv und erreichte den 2. Dan im Judo. Er war Mitglied der irischen Judo-Nationalmannschaft.

## Sportadministration
Patrick Hickey ist Ehrenpräsident auf Lebenszeit des irischen Judoverbandes. Von 1989 bis 2016 war er Präsident des irischen NOKs und begleitete die irischen Olympiamannschaften als Chef de Mission zu den Sommerspielen von Seoul 1988 und Barcelona 1992. Von 2006 bis 2016 war er Präsident des Dachverbandes der Europäischen Olympischen Komitees.

## IOC-Mitgliedschaft
Patrick Hickey wurde 1995 zum IOC-Mitglied gewählt. 2016 legte er seine Mitgliedschaft nieder.

## Korruptionsvorwürfe
Während der Olympischen Sommerspiele 2016 in Rio de Janeiro wurde Patrick Hickey festgenommen. Ihm wird die Beteiligung am illegalen Tickethandel vorgeworfen. Aufgrund dessen legte Hickey seine Ämter als Präsident des irischen NOKs und des EOCs nieder. Auch seine Ämter beim IOC legte er nieder. Hickey, der alle gegen ihn erhobenen Vorwürfe bestritt, konnte gegen eine Kaution von 410.000 Euro im November 2016 nach Irland zurückkehren.